# (4177) Kohman
(4177) Kohman est un astéroïde de la ceinture principale.

## Description
(4177) Kohman est un astéroïde de la ceinture principale. Il fut découvert le 21 septembre 1987 à la station Anderson Mesa par Edward L. G. Bowell. Il présente une orbite caractérisée par un demi-grand axe de 3,30 UA, une excentricité de 0,29 et une inclinaison de 17,2° par rapport à l'écliptique.

## Compléments